# 陳永命
陳永命（？—1662年），清初政治人物，鑲藍旗漢軍人。

## 生平
順治九年（1652年）進士，選庶吉士，散館授檢討。升任湖州知府，與李廷樞友善。陳永命於康熙元年（1662年）因莊廷鑨私刻明史案罷官，至山東台兒莊，知死罪難逃，自縊於旅館。棺材被運回杭州，開棺磔屍。其弟江甯縣知縣陳永賴，也同時被斬。